# Beast Master
Beast Master (ビーストマスタ?, Bīsuto Masutā) è un manga shōjo di Kyōsuke Motomi. Pubblicata originariamente da Shogakukan sulla rivista Betsucomi, la serie è stata poi raccolta in due volumi, pubblicati in Italia da Flashbook nel 2011. 

## Trama
Yuiko Kubozuka è una liceale figlia di un veterinario e grande amante degli animali. Il suo affetto è così estremo che spesso quelli, spaventati dalle violente coccole della ragazza, corrono via il più lontano possibile. Un giorno, mentre cerca di attirare a terra il gatto salito sull'albero un ragazzo misterioso, agile e scattante, recupera per lei il felino e sparisce.
Il giorno dopo, a scuola, lo reincontra: è Leo Aoi, il ragazzo appena trasferitosi dalla selvaggia savana africana. Il suo sguardo minaccioso e l'aria ferina lo rendono impopolare e temuto dai compagni, che non lo avvicinano; Yuiko, per sdebitarsi, prova comunque ad avvicinarlo e scopre che Leo è invece gentile e socievole.
I due trascorrono molto tempo assieme, Yuiko permette a Leo di abituarsi gradualmente alla vita del Giappone moderno e Leo avvicina per lei gli animali e la difende in più di un'occasione.
Leo è infatti imbattibile nel corpo a corpo: dopo essere stato aggredito anni addietro da un leopardo ed essere riuscito a sconfiggerlo, il ragazzo è particolarmente sensibile alla vista del sangue e alla sensazione di pericolo: furioso, perde la ragione e da berserker si accanisce su tutto quello che vede come minaccia. Questo stato particolare di furiosa follia lo ha reso temuto ed odiato da diverse bande di delinquenti che, anche con l'appoggio di studenti conniventi, cercano di attentare a Leo o a Yuiko, l'unica capace di placare l'ira del ragazzo col solo suono delle parole.
Ormai sempre più affiatati, i due innamorati devono ancora fare i conti col passato di Leo: protetto sinora dalla remota Africa e dal tutore Toki, il ragazzo è sinora scampato ai sicari e alle malvagie macchinazioni dei suoi parenti che, mirando allo sterminato patrimonio lasciato in eredità a Leo dal nonno, attentano ripetutamente alla vita del giovane.
Coinvolta anche Yuiko, la ragazza non si tira indietro, difendendo il ragazzo che ama dall'avidità dei familiari spietati; ad aiutarli riappare infine con stupore generale il padre di Leo, Ookawa.
Allontanato per il momento il pericolo, il padre comunica al figlio dell'immediata partenza: Leo, non riuscendo a separarsi da Yuiko, decide di rimanere con lei; il gesto porta alla tanto attesa dichiarazione d'amore della coppia.

## Personaggi
Yuiko Kubozuka (窪塚 結子?, Kubozuka Yuiko)
Figlia di un veterinario, il grande amore che Yuiko nutre per gli animali non è mai stato corrisposto; per questo le appare ancora più particolare l'aura selvatica che circonda Leo, popolare tra gli animali e vero “ragazzo della giungla”. Dotata di un carattere forte, decide di rimanere accanto al ragazzo che ama anche di fronte al pericolo della morte e di una vita fatta di rischio continuo.
Leo Aoi (蒼井 礼央?, Aoi Reō)
Figlio della defunta Ai e di Ookawa, Leo è divenuto presto l'erede favorito del ricchissimo nonno paterno, fatto che gli attirato subito le invidie degli altri parenti e che lo ha esposto a molte insidie. Costretto ad una vita quasi da nomade da passare in posti isolati e al limite della civiltà, Leo ha perso durante il perpetuo viaggio le tracce del padre. Da allora è affidato alle cure di Toki.
Kyle Tokizaburō Rosenburg (カイル・時三郎・ローゼンバーグ?, Kairu Tokizaburo Rōzenbaagu)
Tutore di Leo per conto del padre, cerca di persuadere Yuiko ad usare dei sonniferi su Leo quando incontrollabile, ma – viste le capacità della ragazza – finisce per appoggiarla ed accettarla come compagna di Leo. Il rapporto col padre del ragazzo è invece disastroso: in accesa rivalità, i due si contendono le attenzioni e gli affetti del giovane.
Ookawa
Padre di Leo; scomparso, riappare come infiltrato tra le file di malviventi ingaggiati dai loschi ed avidi parenti. Rivale di Toki per il ruolo di figura di riferimento per il giovane, decide di mettere alla prova il legame tra Leo e Yuiko inscenando una falsa partenza per luoghi remoti.
Ai
Madre di Leo ed erede di una ricca fortuna.
Sasamoto
Responsabile della classe di Yuiko e Leo, sebbene figlio di un poliziotto, finisce per consegnare il nuovo alunno ad un gruppo di teppisti. Battuto e malmenato da un Leo non più in sé, Sasamoto decide di non farsi più vedere a scuola. Si riscatta dopo aver tentato di ostacolare la vendetta della fidanzata ai danni di Yuiko e Leo.
Morishita
Fidanzata di Sasamoto. Colpita dallo stato di prostrazione del compagno, decide di vendicarsi su coloro che ritiene responsabili di ciò: Yuiko e Leo; dopo aver spinto dalle scale Yuiko cerca di gettare la preziosa armonica che Leo tiene sempre al collo, pegno della madre, ma il suo stesso ragazzo Sasamoto cerca di fermarla.

## Volumi
| Nº | Titolo italiano Giapponese 「Kanji」 - Rōmaji         | Data di prima pubblicazione         | Data di prima pubblicazione          |
| Nº | Titolo italiano Giapponese 「Kanji」 - Rōmaji         | Giapponese                          | Italiano                             |
| 1  | Beast Master 1 「ビーストマスタ 1」 - Bīsuto Masutā 1 | 26 febbraio 2007 ISBN 9784091308542 | 25 giugno 2011 ISBN 9788861692480    |
| 2  | Beast Master 2 「ビーストマスタ 2」 - Bīsuto Masutā 2 | 26 luglio 2007 ISBN 9784091311580   | 17 settembre 2011 ISBN 9788861692626 |